# 1-ша армія (Румунія)
1-ша руму́нська а́рмія (рум. Armata 1 română) — загальновійськова армія Румунії періоду Першої та Другої світових війн, а також післявоєнного часу. Брала активну участь в операціях вермахту на Східному фронті.
Переформована в 2000 році на 1-й територіальний армійський корпус, а з 15 серпня 2008 — на 1-у піхотну дивізію.

## Командування

### Командувачі
- - дивізійний генерал Йоан Кульчер (рум. Ioan Culcer) (15 серпня — 11 жовтня 1916);
  - бригадний генерал Йоан Драгалина (рум. Ioan Dragalina) (11 — 12 жовтня 1916);
  - бригадний генерал Ніколає Петала (рум. Nicolae Petala) (13 — 21 жовтня 1916);
  - бригадний генерал Парасків Василеску (рум. Paraschiv Vasilescu) (21 жовтня — 12 листопада 1916);
  - бригадний генерал Думітру Стратилеску (рум. Dumitru Strătilescu) (13 листопада — 19 грудня 1916);
  - дивізійний генерал Константин Кристеску (рум. Constantin Christescu) (11 червня — 30 липня 1917);
  - дивізійний генерал Єремія Григореску (рум. Eremia Grigorescu) (30 липня 1917 — 1 липня 1918).